# Želeč (Prostějovi járás)
Želeč település Csehországban, a Prostějovi járásban. Želeč Hradčany-Kobeřice, Ondratice, Doloplazy, Dobromilice, Dřevnovice, Brodek u Prostějova, Drysice és Ivanovice na Hané településekkel határos. Lakosainak száma 582 fő (2024. január 1.).

## Népesség
A település lakosságának változását az alábbi diagram mutatja:
| Lakosok száma | 748  | 785  | 915  | 785  | 671  | 558  | 543  | 559  | 563  | 582  |
|               | 1869 | 1890 | 1921 | 1950 | 1980 | 2001 | 2017 | 2019 | 2022 | 2024 |